# 達爾嫩鎮區 (明尼蘇達州史蒂文斯縣)
達爾嫩鎮區（英語：Darnen Township）是位於美國明尼蘇達州史蒂文斯縣的一個行政鎮區。

## 地方資料
達爾嫩鎮區的面積為85.79平方千米，當中陸地面積為85.10平方千米，而水域面積為0.69平方千米。根據2020年美國人口普查的數據，當地共有人口350人，而人口密度為每平方千米4.08人。